# Markus Schaberl
Markus Schaberl (* 16. November 1996) ist ein österreichischer American-Football-Spieler auf der Position des Tight Ends.

## Werdegang
Schaberl, der bis zum 19. Lebensjahr Volleyball beim UVC Graz und in der Volleyball Akademie an der HIB Liebenau spielte, begann 2018 bei den Graz Giants mit dem American Football. Nach seiner ersten Saison wurde Schaberl als Rookie of the Year des Grazer Division-II-Teams ausgezeichnet. Zur AFL-Saison 2019 wurde er in die Kampfmannschaft der Giants befördert, nahm aber noch eine untergeordnete Rolle ein.
Im Frühjahr 2020 nahm Schaberl am CFL AFVD Combine in Frankfurt am Main teil. Dabei verzeichnete er unter anderem einen 4,93 s 40 Yard Dash und einen 34,50 inch Standhochsprung. In der Best-of-Serie gegen die Vienna Vikings im Jahr 2020, die im Herbst als Ersatz für die abgesagte AFL-Saison den österreichischen Staatsmeister ermittelte, erreichte Schaberl 97 Receiving Yards und zwei Touchdowns. Er unterlag mit den Giants den Vikings in drei Spielen. Im Oktober 2020 wurde Schaberl von der National Football League zum NFL International Combine eingeladen. In der AFL-Saison 2021 erzielte Schaberl 165 Receiving Yards für einen Touchdown.
Für die Saison 2022 unterschrieb Schaberl einen Vertrag bei den Raiders Tirol, die 2022 erstmals als Franchise in der European League of Football (ELF) antraten. Am dritten Spieltag fing er im Heimspiel gegen Berlin Thunder seinen ersten Touchdown in der ELF. Mit den Raiders erreichte er das Halbfinale, das jedoch gegen die Hamburg Sea Devils verloren ging. Im Herbst 2022 stand Schaberl im Aufgebot der österreichischen Nationalmannschaft für die Gruppenphase der Europameisterschaft 2023.

## Statistiken
| Jahr                            | Team          | Spiele | Starts | Receiving | Receiving | Receiving | Receiving | Receiving | Receiving |
| Jahr                            | Team          | Spiele | Starts | Rec       | Tgt       | Yds       | Avg       | TD        | Lng       |
| ------------------------------- | ------------- | ------ | ------ | --------- | --------- | --------- | --------- | --------- | --------- |
| European League of Football     |               |        |        |           |           |           |           |           |           |
| 2022                            | Raiders Tirol | 12     | 0      | 16        | 21        | 209       | 13,0      | 1         | 29        |
| 2023                            | Raiders Tirol | 6      | 1      | 2         | 2         | 21        | 10,5      | 0         | 12        |
| ELF Gesamt                      | ELF Gesamt    | 18     | 1      | 18        | 23        | 230       | 12,8      | 1         | 29        |
| Quellen: sportsmetrics.football |               |        |        |           |           |           |           |           |           |

## Privates
Schaberl ist Vater eines Kindes. Seine Schwester Kora Schaberl ist professionelle Volleyballspielerin. Schaberl studierte von 2017 bis 2022 an der Karl-Franzens-Universität Graz Chemie. 2022 begann er in Innsbruck einen Job in der Pharmabranche.